# Chặng đua MotoGP Emilia Romagna 2021
Chặng đua MotoGP Emilia Romanga 2021 (tên chính thức Gran Premio Nolan del Made in Italy e dell'Emilia-Romagna 2021) là chặng đua thứ 16 của Giải đua xe MotoGP 2021. Chặng đua được tổ chức ở trường đua Misano, Ý từ ngày 22 tháng 10 đến ngày 24 tháng 10 năm 2021. Người chiến thắng là tay đua Marc Marquez của đội đua Repsol Honda.
Với vị trí thứ tư ở chặng đua này, tay đua Fabio Quartararo của đội đua Yamaha chính thức đoạt chức vô địch mùa giải MotoGP 2021.

## Diễn biến chính
Francesco Bagnaia là người giành pole và dẫn đầu cuộc đua đến vòng 23 thì bị ngã xe. Marc Marquez luôn chạy sát phía sau, đã tận dụng cơ hội để giành chiến thắng thứ hai liên tiếp.
Ở phía sau, Fabio Quartararo chỉ xuất phát từ vị trí thứ 15 đã vượt lên vị trí thứ ba nhưng lại bị Enea Bastianini vượt ở vòng đua cuối cùng nên không thể lên podium. Mặc dù vậy, với vị trí thứ tư là đủ để Quartararo chính thức đăng quang chức vô địch mùa giải MotoGP 2021.
Với Valentino Rossi, đây là chặng đua sân nhà cuối cùng trước khi giải nghệ. Anh về đích ở vị trí thứ 10.

## Kết quả
| Stt                                                         | Số xe | Tay đua           | Xe      | Lap | Thời gian       | Xuất phát | Điểm |
| ----------------------------------------------------------- | ----- | ----------------- | ------- | --- | --------------- | --------- | ---- |
| 1                                                           | 93    | Marc Márquez      | Honda   | 27  | 41:52.830       | 7         | 25   |
| 2                                                           | 44    | Pol Espargaró     | Honda   | 27  | +4.859          | 4         | 20   |
| 3                                                           | 23    | Enea Bastianini   | Ducati  | 27  | +12.013         | 16        | 16   |
| 4                                                           | 20    | Fabio Quartararo  | Yamaha  | 27  | +12.775         | 15        | 13   |
| 5                                                           | 5     | Johann Zarco      | Ducati  | 27  | +16.458         | 10        | 11   |
| 6                                                           | 42    | Álex Rins         | Suzuki  | 27  | +17.669         | 13        | 10   |
| 7                                                           | 41    | Aleix Espargaró   | Aprilia | 27  | +18.468         | 11        | 9    |
| 8                                                           | 12    | Maverick Viñales  | Aprilia | 27  | +18.607         | 19        | 8    |
| 9                                                           | 10    | Luca Marini       | Ducati  | 27  | +25.417         | 3         | 7    |
| 10                                                          | 46    | Valentino Rossi   | Yamaha  | 27  | +27.735         | 23        | 6    |
| 11                                                          | 33    | Brad Binder       | KTM     | 27  | +27.879         | 20        | 5    |
| 12                                                          | 51    | Michele Pirro     | Ducati  | 27  | +28.137         | 22        | 4    |
| 13                                                          | 4     | Andrea Dovizioso  | Yamaha  | 27  | +41.413         | 21        | 3    |
| 14                                                          | 21    | Franco Morbidelli | Yamaha  | 27  | +42.830         | 6         | 2    |
| 15                                                          | 30    | Takaaki Nakagami  | Honda   | 27  | +1:22.462       | 17        | 1    |
| Ret                                                         | 63    | Francesco Bagnaia | Ducati  | 22  | Tai nạn         | 1         |      |
| Ret                                                         | 88    | Miguel Oliveira   | KTM     | 22  | Tai nạn         | 5         |      |
| Ret                                                         | 89    | Jorge Martín      | Ducati  | 12  | Tai nạn         | 12        |      |
| Ret                                                         | 27    | Iker Lecuona      | KTM     | 10  | Tai nạn         | 8         |      |
| Ret                                                         | 73    | Álex Márquez      | Honda   | 9   | Điện tử         | 14        |      |
| Ret                                                         | 43    | Jack Miller       | Ducati  | 3   | Tai nạn         | 2         |      |
| Ret                                                         | 9     | Danilo Petrucci   | KTM     | 2   | Tại nạn         | 9         |      |
| Ret                                                         | 36    | Joan Mir          | Suzuki  | 2   | Tại nạn         | 18        |      |
| DNS                                                         | 32    | Lorenzo Savadori  | Aprilia |     | Không đua chính |           |      |
| Fastest lap: Francesco Bagnaia (Ducati) – 1:32.171 (lap 16) |       |                   |         |     |                 |           |      |
| Báo cáo chính thức                                          |       |                   |         |     |                 |           |      |

Nguồn: Trang chủ MotoGP

## Bảng xếp hạng sau chặng đua
Bảng xếp hạng top 5 tay đua, xưởng đua, đội đua:
|   | Stt | Tay đua           | Điểm |
| - | --- | ----------------- | ---- |
|   | 1   | Fabio Quartararo  | 267  |
|   | 2   | Francesco Bagnaia | 202  |
|   | 3   | Joan Mir          | 175  |
| 1 | 4   | Johann Zarco      | 152  |
| 1 | 5   | Jack Miller       | 149  |

|   | Stt | Xưởng đua | Điểm |
| - | --- | --------- | ---- |
|   | 1   | Ducati    | 307  |
|   | 2   | Yamaha    | 295  |
|   | 3   | Suzuki    | 207  |
| 1 | 4   | Honda     | 198  |
| 1 | 5   | KTM       | 190  |

|   | Stt | Đội đua                      | Điểm |
| - | --- | ---------------------------- | ---- |
| 1 | 1   | Monster Energy Yamaha MotoGP | 364  |
| 1 | 2   | Ducati Lenovo Team           | 351  |
|   | 3   | Team Suzuki Ecstar           | 266  |
| 2 | 4   | Repsol Honda Team            | 239  |
| 1 | 5   | Pramac Racing                | 238  |